# Sebastián Pérez
Sebastián Pérez Cardona, né le 29 mars 1993 à Envigado, est un footballeur international colombien. Évoluant au poste de milieu défensif, il joue actuellement pour le Casa Pia AC.

## Biographie

### En club

#### Boca Juniors (2016-2021)

##### Prêt au CF Pachuca (2018)
Le 5 septembre 2018, il est prêté pour une saison au CF Pachuca.

## Palmarès

### En club
Avec l'Atlético Nacional
- Champion de Colombie en 2011 (tournoi d'ouverture), 2013 (tournoi d'ouverture et de clôture), 2014 (tournoi d'ouverture) et 2015 (tournoi de clôture)
- Vainqueur de la Superliga Colombiana en 2012 et 2013
- Vainqueur de la Liga Águila en 2016
- Vainqueur de la Copa Libertadores en 2016

 avec CA Boca Juniors
- Championnat d'Argentine en 2017

### En sélection
Avec l'équipe de Colombie des moins de 20 ans
- Vainqueur du Championnat de la CONMEBOL des moins de 20 ans en 2013

## Statistiques

### En club
Le tableau ci-dessous récapitule les statistiques de Sebastián Pérez lors de sa carrière en club :
| Saison                | Club                  | Championnat           | Championnat | Championnat | Coupe(s) nationale(s) | Coupe(s) nationale(s) | Compétition(s) continentale(s) | Compétition(s) continentale(s) | Compétition(s) continentale(s) | Autres compétitions | Autres compétitions | Autres compétitions | Total | Total |
| Saison                | Club                  | Division              | M.          | B.          | M.                    | B.                    | Comp.                          | M.                             | B.                             | Comp.               | M.                  | B.                  | M.    | B.    |
| 2011                  | Atlético Nacional     | 1                     | 27          | 0           | 6                     | 0                     | -                              | -                              | -                              | PO                  | 6                   | 0                   | 39    | 0     |
| 2012                  | Atlético Nacional     | 1                     | 15          | 0           | 12                    | 0                     | CL                             | 4                              | 0                              | PO                  | 2                   | 0                   | 33    | 0     |
| 2013                  | Atlético Nacional     | 1                     | 8           | 0           | 6                     | 2                     | -                              | -                              | -                              | PO                  | 3                   | 0                   | 17    | 2     |
| 2014                  | Atlético Nacional     | 1                     | 22          | 1           | 10                    | 0                     | CS                             | 3                              | 0                              | PO+SL               | 7+2                 | 0+0                 | 44    | 1     |
| 2015                  | Atlético Nacional     | 1                     | 19          | 1           | -                     | -                     | CL                             | 1                              | 0                              | PO+SL               | 6+2                 | 0+0                 | 28    | 1     |
| 2016                  | Atlético Nacional     | 1                     | 6           | 0           | -                     | -                     | CL                             | 12                             | 0                              | SL                  | 2                   | 1                   | 20    | 1     |
| 2016-2017             | Boca Juniors          | 1                     | 9           | 0           | -                     | -                     | -                              | -                              | -                              | -                   | -                   | -                   | 9     | 0     |
| Total sur la carrière | Total sur la carrière | Total sur la carrière | 106         | 2           | 34                    | 2                     | -                              | 20                             | 0                              | -                   | 30                  | 1                   | 190   | 5     |

### But en équipe nationale
| No | Date         | Stade, ville, pays                                           | Adversaire | Résultat | Compétition                                |
| -- | ------------ | ------------------------------------------------------------ | ---------- | -------- | ------------------------------------------ |
| 1  | 29 mars 2016 | Stade Metropolitano Roberto Meléndez, Barranquilla, Colombie | Équateur   | V 3-1    | Qualifications pour la Coupe du monde 2018 |